# Arrow Lake
Arrow Lake är en sjö i Australien. Den ligger i delstaten Western Australia, omkring 560 kilometer öster om delstatshuvudstaden Perth. 
Omgivningarna runt Arrow Lake är i huvudsak ett öppet busklandskap. Trakten runt Arrow Lake är nära nog obefolkad, med mindre än två invånare per kvadratkilometer. Genomsnittlig årsnederbörd är 389 millimeter. Den regnigaste månaden är januari, med i genomsnitt 83 mm nederbörd, och den torraste är juni, med 6 mm nederbörd.